# Michael Dorth

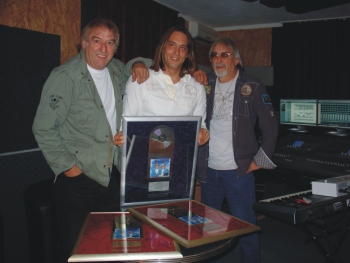
Michael Dorth (Mitte) mit den Amigos

Michael Dorth (auch Mick Dorth, * 18. Januar 1971 in Troisdorf) ist ein deutscher Musiker, Produzent und Songwriter.

## Leben und Arbeit
Seit früher Jugend war Michael Dorth musikalisch aktiv. Er lernte zunächst Metallbauer und Kirchenorganist. Er errichtete ein Tonstudio in Troisdorf und schrieb um 1998 Songs für die deutsche Euro-Disco-Band Bad Boys Blue. Die erste Zusammenarbeit fand auf dem Album Follow the Light (1999) statt. Ebenfalls schrieb er einige Titel für den Nachfolger Tonite (2000).
Etwa zur selben Zeit traf er auf Adam Schairer und wirkte in dessen Produktionen als musikalischer Arrangeur mit. Hier lernte er seine zukünftige Ehefrau Heike Hielscher (Künstlername „Denise“) kennen. Die beiden gründeten das Label Radiola Records, heute New Radiola Records Tonträger & Vertriebs GmbH. Im eigenen Label waren und sind Künstler wie Tommy Fischer, Denise, Hansi Süssenbach, Fantasy, Nic und Tanja Lasch unter Vertrag. In den hauseigenen MMD Tonstudios entstanden Produktionen der Interpreten Michael Wendler, Fantasy, Nic, DJ Ötzi, Denise, Oliver Frank, Isabel Varell, Heike Schäfer und den Amigos, sowie die Discotheken-Hits Sie liebt den DJ, Best of Vol 1  und Einen Stern.
Michael Dorth ist Multiinstrumentalist und spielte für verschiedene Künstler unter anderem Keyboards und Gitarre ein und übernahm auf verschiedenen Produktionen zusätzlich den Background-Gesang.
Bis zum Jahr 2007 war er der künstlerische Produzent von Michael Wendler und wirkte maßgeblich an Sie liebt den DJ mit.

## Projekte

### Produktionen
- Die Amigos,[6] teils auch als Autor und Komponist
- Daniela Alfinito[7]
- Tommy Fischer[8] teils auch als Autor
- Daniel Beck[9]
- Denise[10] teils auch als Autor und Komponist
- Oliver Haidt[11]
- Alexander Ferro[12]

## Diskografie (Auswahl)

### Produktion Alben, Maxis & Singles
Alle Titel/Auskopplungen und die einzelnen Versionen derer, wurden von Michael Dorth in seinem Tonstudio arrangiert, aufgenommen, bearbeitet, gemischt, gemastert und produziert. Aufnahmeleitung und Regie wurden komplett von Michael Dorth geleitet (Künstlerischer Produzent.) Alle Instrumente wurden von ihm über ein Keyboard und entsprechenden Soundexpandern eingespielt.
| Jahr | Interpret Album                                                | Studioalben     | Studioalben | Studioalben | Studioalben                          | Studioalben |
| Jahr | Interpret Album                                                | Album           | Maxi        | Single      | Anmerkungen                          |             |
| ---- | -------------------------------------------------------------- | --------------- | ----------- | ----------- | ------------------------------------ | ----------- |
| 1999 | Bad Boys Blue Follow the Lite                                  | x               | -           | -           | Erste Notierung am 11. Oktober 1999  |             |
| 1999 | Bad Boys Blue Tonite                                           | -               | -           | x           |                                      |             |
| 2001 | Michael Wendler Dein kleiner Prinz                             | -               | x           | -           |                                      |             |
| 2001 | Michael Wendler Alibi                                          | -               | x           | -           |                                      |             |
| 2002 | Ralf Andre Hey Du !                                            | -               | x           | -           |                                      |             |
| 2002 | Fantasy Mein schönstes Geschenk                                | x               | -           | -           |                                      |             |
| 2003 | Nico Gemba Nie mehr ein Casanova                               | -               | x           | -           |                                      |             |
| 2003 | Michael Wendler Michael Wendler Hitmix                         | x               | -           | -           |                                      |             |
| 2004 | Thorsten Sander Lust auf Kaffee im Büro                        | -               | x           | -           |                                      |             |
| 2004 | Nico Gemba XS Das Mega-Mini-Fox-Album                          | -               | x           | -           |                                      |             |
| 2004 | Michael Wendler Michael Wendler Hitmix 2                       | x               | -           | -           |                                      |             |
| 2004 | Michael Wendler Ausser Kontrolle                               | x               | -           | -           |                                      |             |
| 2004 | Michael Wendler Total Riskant                                  | x               | -           | -           |                                      |             |
| 2004 | Michael Wendler Michael Wendler Maximal                        | x               | -           | -           |                                      |             |
| 2004 | Michael Wendler Michael Wendler Maximal 2                      | x               | -           | -           | Exklusive - Alle Geier kreisen schon |             |
| 2005 | Bert Silver Die Götter müssen verrückt sein                    | -               | x           | -           |                                      |             |
| 2006 | Michael Wendler Superstar                                      | x               | -           | -           |                                      |             |
| 2006 | Fantasy Alle wissen es schon                                   | x               | -           | -           |                                      |             |
| 2006 | Bert Silver Dreams of Love                                     | -               | x           | -           |                                      |             |
| 2006 | Michael Wendler Halt Dich fest                                 | x               | -           | -           |                                      |             |
| 2006 | Nic Simsalabim                                                 | x               | -           | -           |                                      |             |
| 2007 | Michael Wendler Disco                                          | x               | -           | -           | Exklusive Die Geier kreisen schon    |             |
| 2008 | Oliver Frank Unverbesserlich                                   | x               | -           | -           | Exklusive Wie ein Engel              |             |
| 2008 | Die Amigos Ein Tag im Paradies                                 | x               | -           | -           |                                      |             |
| 2008 | Fantasy Land in Sicht                                          | x               | -           | -           |                                      |             |
| 2008 | Daniela Alfinito Bahnhof der Sehnsucht                         | x               | -           | -           |                                      |             |
| 2009 | Die Amigos Sehnsucht die wie Feuer brennt                      | x               | -           | -           |                                      |             |
| 2009 | Tommy Fischer Irgendwann                                       | x DVD (+Videos) | -           | -           |                                      |             |
| 2010 | Oliver Frank Scommetto su di noi (Ich wette auf Dich und mich) | -               | x           | -           |                                      |             |
| 2010 | Fantasy König in der Nacht                                     | x               | -           | -           |                                      |             |
| 2010 | Die Amigos Weißt Du was Du für mich bist                       | x               | -           | -           |                                      |             |
| 2011 | Die Amigos Mein Himmel auf Erden                               | x               | -           | -           |                                      |             |
| 2012 | Daniela Alfinito Wahnsinn                                      | x               | -           | -           |                                      |             |
| 2012 | Die Amigos Weihnachten mit den Amigos                          | x               | -           | -           |                                      |             |
| 2012 | Die Amigos Weihnachten mit den Amigos                          | x               | -           | -           |                                      |             |
| 2012 | Die Amigos Bis ans Ende der Zeit                               | x               | -           | -           |                                      |             |
| 2012 | Daniela Alfinito Komm und tanz mit mir                         | x               | -           | -           |                                      |             |
| 2013 | Die Amigos Im Herzen Jung                                      | x               | -           | -           |                                      |             |
| 2013 | Tommy Fischer 1000 Lichter                                     | x               | -           | -           | Erste Notierung am 18. Oktober 2013  |             |

## Chartplatzierungen (Auswahl)

### Alben
| Jahr | Titel Interpret                            | Höchstplatzierung, Gesamtwochen, AuszeichnungChartplatzierungen (Jahr, Titel, Interpret, Platzierungen, Wochen, Auszeichnungen, Anmerkungen) | Höchstplatzierung, Gesamtwochen, AuszeichnungChartplatzierungen (Jahr, Titel, Interpret, Platzierungen, Wochen, Auszeichnungen, Anmerkungen) | Höchstplatzierung, Gesamtwochen, AuszeichnungChartplatzierungen (Jahr, Titel, Interpret, Platzierungen, Wochen, Auszeichnungen, Anmerkungen) | Anmerkungen                                             |
| Jahr | Titel Interpret                            | DE | AT | CH | Anmerkungen                                             |
| ---- | ------------------------------------------ | --- | --- | --- | ------------------------------------------------------- |
| 1999 | Follow the Light Bad Boys Blue             | DE80 (1 Wo.)DE | — | — | Erste Notierung am 11. Oktober 1999                     |
| 2009 | Sehnsucht, die wie Feuer brennt Die Amigos | DE5 (13 Wo.)DE | AT2 (23 Wo.)AT | CH18 (18 Wo.)CH | Erstveröffentlichung: 26. Juni 2009 Verkäufe: + 220.000 |
| 2010 | Weißt du, was du für mich bist? Die Amigos | DE2 (13 Wo.)DE | AT1 (30 Wo.)AT | CH3 (13 Wo.)CH | Erstveröffentlichung: 23. Juli 2010 Verkäufe: + 220.000 |
| 2011 | Mein Himmel auf Erden Die Amigos           | DE1 (16 Wo.)DE | AT1 (33 Wo.)AT | CH4 (19 Wo.)CH | Erstveröffentlichung: 22. Juli 2011 Verkäufe: + 120.000 |
| 2012 | Bis ans Ende der Zeit Die Amigos           | DE1 (13 Wo.)DE | AT1 (22 Wo.)AT | CH2 (14 Wo.)CH | Erstveröffentlichung: 3. August 2012 Verkäufe: + 20.000 |
| 2013 | Im Herzen jung Die Amigos                  | DE1 (14 Wo.)DE | AT1 (18 Wo.)AT | CH5 (17 Wo.)CH | Erstveröffentlichung: 14. Juni 2013 Verkäufe: + 15.000  |

### Auszeichnungen Gold
- Album: Michael Wendler Best Of Vol 1 – Gold in Deutschland [Produzent]
- Album: Weihnachten mit den Amigos – Gold in Deutschland & Österreich [Produzent & Autor]
- Album: Fantasy Best of 10 Jahre Fantasy – Gold in Deutschland [Produzent]
- Single: Michael Wendler – Gold in Deutschland (Sie liebt den DJ) [Produzent]
- Album: Amigos Im Herzen Jung – Gold in Österreich [Produzent & Autor]
- Album: Amigos Ein Tag im Paradies – Gold in Österreich & Deutschland [Produzent & Autor]
- Album: Amigos Sehnsucht die wie Feuer brennt – Gold in Österreich & Deutschland [Produzent & Autor]
- Album: Amigos Ein Himmel auf Erden – Gold in Österreich & Deutschland [Produzent & Autor]
- Album: Amigos Weißt Du was Du für mich bist – Gold in Österreich & Deutschland [Produzent & Autor]
- Album: Amigos Das Beste – 40 Hits – Gold in Österreich [Produzent & Autor]

### Auszeichnungen Platin
- Album: Amigos Sehnsucht die wie Feuer brennt – Platin in Österreich & Deutschland [Produzent & Autor]
- Album: Amigos Ein Tag im Paradies – Platin in Deutschland [Produzent & Autor]
- Album: Amigos Sehnsucht die wie Feuer brennt – Platin in Österreich & Deutschland [Produzent & Autor]
- Album: Amigos Im Herzen jung – Platin in Österreich & Deutschland [Produzent & Autor]
- Album: Amigos Weißt Du was Du für mich bist – Platin in Österreich [Produzent & Autor]